# PTT Pattaya Women's Open 2009
PTT Pattaya Women's Open 2009 — жіночий тенісний турнір, що проходив на відкритих кортах з твердим покриттям. Це був 18-й за ліком Pattaya Women's Open. Належав до категорії International у рамках Туру WTA 2009. Відбувся в Паттайї (Таїланд). Тривав з 7 до 15 лютого 2009 року.
Сукупний призовий фонд турніру становив US$220,000, тоді як за рік перед тим - US$170,000.

## Учасниці

### Сіяні учасниці
Домініка Цібулкова була третьою сіяною і не захистила свій титул, бо знялась.
| Спортсменка          | Країна             | Рейтинг* | Сіяна |
| -------------------- | ------------------ | -------- | ----- |
| Віра Звонарьова      | Росія              | 5        | 1     |
| Каролін Возняцкі     | Данія              | 12       | 2     |
| Домініка Цібулкова   | Словаччина         | 18       | 3     |
| Сібіль Баммер        | Австрія            | 26       | 4     |
| Пен Шуай             | Китай (етимологія) | 35       | 5     |
| Тамарін Танасугарн   | Таїланд            | 41       | 6     |
| Шахар Пеєр           | Ізраїль            | 48       | 7     |
| Магдалена Рибарикова | Словаччина         | 51       | 8     |

- Рейтинг подано станом на 9 лютого 2009.

### Інші учасниці
Нижче наведено учасниць, які отримали вайлд-кард на участь в основній сітці:
- Ноппаван Летчівакарн
- Ніча Летпітаксінчай
- Кіміко Дате

Нижче наведено гравчинь, які пробились в основну сітку через стадію кваліфікації:
- Юлія Бейгельзимер
- Віталія Дяченко
- Сесил Каратанчева
- Івана Лісяк
- Рьоко Фуда (як щасливий лузер)

## Фінальна частина

### Одиночний розряд
Віра Звонарьова —  Саня Мірза 7–5, 6–1
- Для Звонарьової це був перший титул за сезон і 8-й — за кар'єру.

### Парний розряд
Ярослава Шведова /  Тамарін Танасугарн —  Юлія Бейгельзимер /  Віталія Дяченко 6–3, 6–2